# Persone di nome Gregor
| Questa pagina contiene informazioni ricavate automaticamente dalle voci biografiche con l'ausilio del template Bio e di un bot. L'aggiornamento è periodico e automatico e ricostruisce completamente la pagina. Se manca una persona in questa lista, sei pregato di non aggiungerla, ma accertati piuttosto che la sua voce biografica contenga il template Bio e che i dati anagrafici siano correttamente compilati. Se il template Bio manca, inseriscilo tu stesso o, in alternativa, metti l'avviso {{tmp\|Bio}} che ne segnala la mancanza. Se i dati riportati sono sbagliati, correggi direttamente la voce biografica; le modifiche saranno visibili in questa lista entro pochi giorni. Per chiarimenti vedi il progetto antroponimi. La lista contiene solo le 59 persone che sono citate nell'enciclopedia e per le quali è stato implementato correttamente il template Bio. Pagina aggiornata al 23 mag 2025. |

Questa è una lista di persone presenti nell'enciclopedia che hanno il nome Gregor, suddivise per attività principale.

## Arcivescovi cattolici(1)
- Gregor Leonhard Andreas von Scherr, arcivescovo cattolico tedesco (Neunburg vorm Wald, n. 1804 - Monaco di Baviera, † 1877)

## Artisti marziali misti(1)
- Gregor Gillespie, artista marziale misto statunitense (Webster, n. 1987)

## Attori(1)
- Gregor Fisher, attore e comico scozzese (Glasgow, n. 1953)

## Avvocati(1)
- Gregor Gysi, avvocato e politico tedesco (Berlino, n. 1948)

## Biologi(1)
- Gregor Mendel, biologo e matematico ceco (Hynčice, n. 1822 - Brno, † 1884)

## Bobbisti(1)
- Gregor Bermbach, bobbista tedesco (Höchst-Francoforte, n. 1981)

## Calciatori(6)
- Gregor Bajde, calciatore sloveno (Spodnji Hotič, n. 1994)
- Gregor Balažic, ex calciatore sloveno (Murska Sobota, n. 1988)
- Gregor Breinburg, calciatore olandese (Arnhem, n. 1991)
- Gregor Kobel, calciatore svizzero (Zurigo, n. 1997)
- Gregor Sikošek, calciatore sloveno (Brežice, n. 1994)
- Gregor Židan, ex calciatore sloveno (Lubiana, n. 1965)

## Canoisti(1)
- Gregor Hradetzky, canoista austriaco (Krems an der Donau, n. 1909 - Bad Kleinkirchheim, † 1984)

## Cantautori(1)
- Gregor Ferretti, cantautore italiano (Lugo, n. 1980)

## Cavalieri(1)
- Gregor Adlercreutz, cavaliere svedese (Stoccolma, n. 1898 - Strömsholm, † 1944)

## Cestisti(6)
- Gregor Arbet, ex cestista e dirigente sportivo estone (Tallinn, n. 1983)
- Gregor Beugnot, ex cestista e allenatore di pallacanestro francese (Cliron, n. 1957)
- Gregor Fučka, ex cestista e allenatore di pallacanestro sloveno (Kranj, n. 1971)
- Gregor Glas, cestista sloveno (Novo Mesto, n. 2001)
- Gregor Hafnar, ex cestista e allenatore di pallacanestro sloveno (Kranj, n. 1977)
- Gregor Hrovat, cestista sloveno (Capodistria, n. 1994)

## Ciclisti su strada(1)
- Gregor Mühlberger, ciclista su strada austriaco (Haidershofen, n. 1994)

## Dirigenti sportivi(1)
- Gregor Gazvoda, dirigente sportivo e ex ciclista su strada sloveno (Maribor, n. 1981)

## Drammaturghi(1)
- Gregor Csiky, drammaturgo e scrittore ungherese (Pankota, n. 1842 - Budapest, † 1891)

## Giocatori di football americano(1)
- Gregor Lietzau, giocatore di football americano tedesco (n. 1990)

## Giuristi(1)
- Gregor Brück, giurista e politico tedesco (Brück - Jena, † 1557)

## Imprenditori(1)
- Gregor Rutz, imprenditore e politico svizzero (Zurigo, n. 1972)

## Lunghisti(1)
- Gregor Cankar, ex lunghista sloveno (Celje, n. 1975)

## Militari(1)
- Gregor MacGregor, militare, avventuriero e truffatore britannico (Edimburgo, n. 1786 - Caracas, † 1845)

## Musicisti(1)
- DJ Olive, musicista e disc jockey statunitense (Brooklyn, n. 1961)

## Nuotatori(1)
- Gregor Tait, ex nuotatore britannico (Glasgow, n. 1979)

## Organisti(1)
- Gregor Aichinger, organista e compositore tedesco (Ratisbona, n. 1564 - Augusta, † 1628)

## Ostacolisti(1)
- Gregor Traber, ostacolista tedesco (Tettnang, n. 1992)

## Pallavolisti(2)
- Gregor Jerončić, ex pallavolista sloveno (Sempeter pri Gorici, n. 1974)
- Gregor Ropret, pallavolista sloveno (Lubiana, n. 1989)

## Piloti automobilistici(1)
- Gregor Foitek, pilota di Formula 1 svizzero (Zurigo, n. 1965)

## Pistard(1)
- Gregor Braun, ex pistard, ciclista su strada e dirigente sportivo tedesco (Neustadt an der Weinstraße, n. 1955)

## Pittori(1)
- Gregor von Bochmann, pittore tedesco (n. 1850 - Düsseldorf, † 1930)

## Politici(4)
- Gregor Erbežnik, politico, imprenditore e ex sciatore alpino sloveno
- Gregor Golobič, politico sloveno (Novo mesto, n. 1964)
- Gregor Strasser, politico tedesco (Geisenfeld, n. 1892 - Berlino, † 1934)
- Gregor Virant, politico sloveno (Lubiana, n. 1969)

## Poliziotti(1)
- Gregor Ebner, poliziotto e medico tedesco (Ichenhausen, n. 1892 - Wolfratshausen, † 1974)

## Registi(2)
- Gregor Jordan, regista, sceneggiatore e produttore televisivo australiano (Sale, n. 1966)
- Gore Verbinski, regista e sceneggiatore statunitense (Oak Ridge, n. 1964)

## Rugbisti a 15(1)
- Gregor Townsend, rugbista a 15 e allenatore di rugby britannico (Galashiels, n. 1973)

## Saltatori con gli sci(2)
- Gregor Deschwanden, saltatore con gli sci svizzero (Kerns, n. 1991)
- Gregor Schlierenzauer, ex saltatore con gli sci austriaco (Rum, n. 1990)

## Sciatori alpini(2)
- Gregor Grilc, ex sciatore alpino sloveno (Šenčur, n. 1970)
- Gregor Šparovec, ex sciatore alpino sloveno (Jesenice, n. 1977)

## Scrittori(1)
- Gregor von Rezzori, scrittore, attore e artista austriaco (Černivci, n. 1914 - Donnini, † 1998)

## Scultori(2)
- Gregor Erhart, scultore tedesco (Ulma, n. 1470 - Augusta, † 1540)
- Gregor Schwenzengast, scultore austriaco (Martello, n. 1646 - Laces, † 1723)

## Skeletonisti(1)
- Gregor Stähli, ex skeletonista svizzero (Zurigo, n. 1968)

## Sollevatori(1)
- Gregor Bialowas, ex sollevatore austriaco (n. 1959)

## Triatleti(1)
- Greg Welch, ex triatleta australiano (Campsie, n. 1964)

## Umanisti(2)
- Gregor Haloander, umanista tedesco (Zwickau, n. 1501 - Venezia, † 1531)
- Gregor Reisch, umanista, scrittore e enciclopedista tedesco (Balingen - Friburgo in Brisgovia, † 1525)

## Vescovi cattolici(1)
- Gregor von Zirkel, vescovo cattolico tedesco (Sylbach, n. 1762 - Würzburg, † 1817)